# Arcipelago di Las Aves
L'arcipelago di Las Aves è un arcipelago del Venezuela di 3,35 chilometri quadrati, che è parte delle Dipendenze Federali e si trova tra Bonaire ad ovest e l'arcipelago di Los Roques ad est, al largo delle coste degli Stati di Aragua e Carabobo.
Il nome Las Aves significa "gli uccelli". Non si deve confondere con l'isola di Aves che è la più remota e settentrionale delle Dipendenze Federali venezuelane.
Fa parte del gruppo di isole delle Dipendenze Federali che fanno capo al sottogruppo definito come Territorio insulare dello Stato di Miranda, con Los Roques e La Orchila.

## Geografia
L'arcipelago, disabitato, è formato da ventun isole e isolotti complessivamente, suddivisi in due gruppi che fanno capo ad altrettante formazioni di origine corallina:
- Aves di sopravento, ad est, sono le parti emerse di un atollo di 8 km di diametro:
  - Isla Aves de Barlovento
  - Isla Tesoro
  - Cayo Bubi
  - Cayo de Las Bobas
- Aves di sottovento, 15 km ad ovest dell'altro gruppo, di dimensioni e caratteristiche simili all'altro, ma di forma più irregolare:

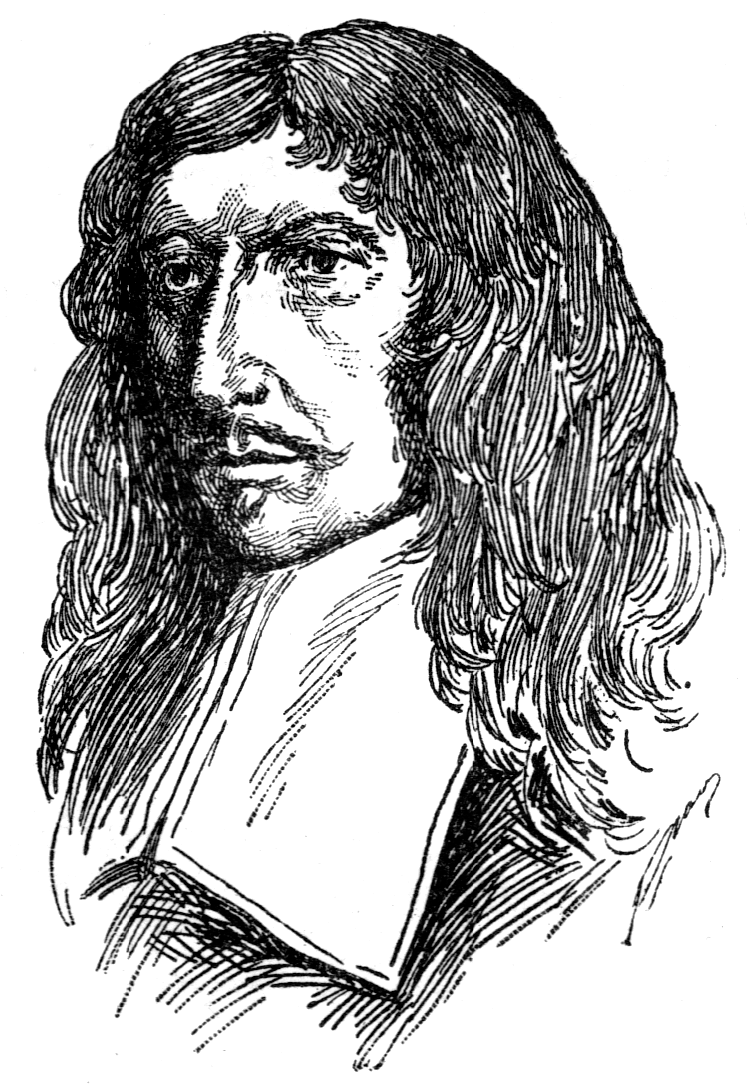
L'Ammiraglio francese Jean II d'Estrées

  - Isla Aves de Sotavento
  - Isla Larga
  - Cayo Tirra
  - Isla Saquisaqui
  - Cayos de La Colonia
  - Isla Maceta
  - Cayo Sterna

## Storia
Nel 1678 Las Aves fu teatro di una grande vittoria olandese sui francesi, quando una flotta francese comandata dall'ammiraglio Jean II d'Estrées, in viaggio per andare a catturare la vicina isola olandese di Curaçao, fu attirata sulle scogliere dil arcipelago Aves de Sotovento da una piccola flotta olandese di tre navi. Quando l'imbarcazione di Jean d'Estrées colpì la barriera corallina, essa sparò coi cannoni per ammonire le navi attorno a lui. Tuttavia, il segnale fu interpretato come una richiesta di aiuto a causa di un attacco nemico; così, il resto della flotta si precipitò lì e colpì allo stesso modo gli scogli.
Tutta la flotta francese di 17 navi si perse a causa del desiderio dell'Ammiraglio di combattere. I sopravvissuti non trovarono acqua fresca su Las Aves; cercarono di sopravvivere con carne salata e botti di vino gettate a terra dalle onde, ma tali vivande presto si esaurirono e la maggior parte di loro perì. L'ammiraglio fu uno dei pochi a salvarsi. Su Curaçao è stata osservata fin dal Settecento una Giornata del Ringraziamento per commemorare la fortunata circostanza che evitò all'isola un saccheggio da parte dei francesi.
Las Aves fu incorporato dagli Olandesi nei possessi delle Indie Orientali e lo scrittore M.D. Teenstra in Le Indie Occidentali olandesi (Amsterdam, 1836) scrisse che il governo di Curaçao comprende anche gli isolotti e gli scogli disabitati di Piccola Curaçao, Aves, Roques e Orchilla.

## Demografia
L'arcipelago di Las Aves è praticamente disabitato; in certi periodi dell'anno alcuni pescatori abitano però nelle isole e, in alcuni casi, costruiscono piccoli borghi utilizzati per la pesca.